# Blue Hill Bay Lighthouse
Blue Hill Bay ist ein in Privatbesitz befindlicher, nicht mehr betriebener Leuchtturm im US-Bundesstaat Maine.

## Lage
Der Leuchtturm befindet sich auf Green Island, einer bei Flut nur etwa 300 m² großen Insel, die zur Gruppe der Flye Islands – in manchen Quellen auch Fly Islands genannt – gerechnet wird. Die Felsinsel weist keine größere Erhebung auf, der Leuchtturm befindet sich im westlichen Teil der zur Stadt Brooklin gehörenden Insel.
Den Namen erhielt das Seezeichen aufgrund seiner Lage am Südende der Blue Hill Bay, die Verbindung zur Penobscot Bay über die Eggemoggin Reach und zur Jericho Bay über die Pond Island Passage gehen in unmittelbarer Umgebung des Leuchtturms ab. 

## Geschichte
Die Notwendigkeit der Steuerung des Schiffsverkehrs in diesem Gebiet ergab sich aus der wachsenden Bedeutung des Holzhandels in Ellsworth, einer am Union River gelegenen Hafenstadt. Die Insel wurde 1855 von Abraham Flye für 150 US-Dollar an die Bundesregierung verkauft, die daraufhin bis zum Jahr 1857 einen Leuchtturm auf ihr errichten ließ. Die installierte Fresnel-Linse vierter Ordnung strahle konstantes, weißes Licht ab. Im Jahr 1900 wurde die Anlage um eine Nebelglocke nebst zugehöriger Maschinerie ergänzt.
Ab 1905 bestand der Komplex neben dem Leuchtturm aus dem mittels eines aus Ziegeln errichteten, überdachten Ganges verbundenen, im Kolonialstil aus Holz errichteten Haus des Leuchtturmwärters, einer Scheune, dem Bootshaus, dem Turm für die Nebelglocke, einer Außentoilette und einem Ölspeicher. Der Speicherung von Wasser diente eine Zisterne, die für die Aufnahme von 1050 Gallonen (ca. 3975 Liter) Regenwasser im Kellergeschoss des Hauses des Leuchtturmwärters konzipiert war. Zu keiner Zeit des Betriebs gab es auf der Insel fließendes Wasser, elektrischen Strom oder Telefon, die Kommunikation erfolgte auf Grundlage verabredeter Zeichen mit küstennahen Gebäuden auf dem Festland.
Bereits 1933 wurde der Betrieb von der US Coast Guard eingestellt und durch einen automatisch betriebenen Stahlskelett-Turm im Süden der Insel ersetzt, der Leuchtturm einschließlich seiner Nebengebäude wurde verkauft. Derzeit befindet sich die Insel im Besitz der Familie Mandix.

## Leuchtturmwärter
- 1877–1882 	Adelbert Webster
- 1882–1888	Howard Robbins
- 1889–1895 	Roscoe Lopaus
- 1895–1900 	Levi Farnham
- 1900–1913 	Edwin Tapley
- Roscoe Chandler

## Tourismus
Der Zugang zur Insel ist nicht möglich, organisierte Bootsausflüge berühren das Gebiet ebenfalls nicht. Der beste Ausblick ohne das Mieten eines Bootes bietet sich von der Naskeag Point Road in Brooklin.

## Trivia
In den 1920er Jahren wurden auf der Insel zwei Kühe gehalten, der Leuchtturmwärter Roscoe Chandler litt an Magengeschwüren und war auf frische Milch angewiesen.